# Bongabong
Bongabong é um município de  primeira classe de renda municipal (d) na província Oriental Mindoro, nas Filipinas. De acordo com o censo de 1 de maio  de  2020 possui uma população de 76 973 pessoas e 18 568 domicílios.